# Losone
Losone je obec ve švýcarském kantonu Ticino, okresu Locarno. Žije zde přibližně 6 700 obyvatel.

## Geografie
Losone leží na březích řek Maggia a Melezza a sousedí s obcemi Ascona, Locarno, Terre di Pedemonte a Centovalli. Na rovině se obec skládá ze čtvrtí Al Ponte, Arbigo, Saleggi, San Giorgio, San Lorenzo, San Rocco, Trisnera a průmyslové oblasti Zandone. Nad centrem obce se nachází přírodní rezervace Parco del bosco di Maia, vesnice Arcegno, horské pastviny Monti di Losone a strmá zalesněná horská oblast pod vyhlídkou Corona dei Pinci ve výšce 1293 m n. m. V okolí obce se nachází několik památek, které se nacházejí v blízkosti městečka.

## Historie

Letecký pohled (1953)

Archeologické nálezy ukazují, že oblast Losone byla osídlena již v neolitu, a pohřebiště z 1. až 4. století n. l. naznačují existenci starověké nekropole. Oblast byla osídlena také v době římské a v roce 1945 byl v Arcegnu nalezen hrob z tohoto období.
První zmínky o obci jsou de Loxono (1061, opis z roku 1402) a de Losono (1200). Název místa pravděpodobně pochází z keltského *lausā „velký kámen, velká kamenná deska“, doplněného italicko-románskou příponou -ōne, což znamená „u velké kamenné desky“. V roce 1274 se uvádí jako Borgo (vesnice). Losone mělo vlastní statut, který byl potvrzen ještě v roce 1734. Farní kostel San Lorenzo se před rokem 1580 oddělil od mateřského kostela San Vittore v Muraltu a v roce 1747 byl povýšen na kostel proboštský.
Moderní rozvoj začal díky výstavbě mostu přes řeku Maggia (1815), silnic do Ascony a Golina (1824–1825) a přehrazení řeky Maggia (od roku 1890). Na počátku 20. století byl postaven kulturní dům a škola a došlo také ke scelování pozemků. V letech 1941–1947 byli v okrese Arbigo internováni polští a ukrajinští vojáci, kteří v této době vybudovali silnici z Arcegna do Golina. V letech 1949–1950 byl tento internační tábor přeměněn na kasárna, kde se do roku 1973 cvičili granátníci a poté do roku 2000 zdravotníci.
V roce 1957 se v Losone usadila továrna na stroje Agie, která významně přispěla k vytvoření průmyslové zóny v blízkosti Zandone a v Saleggi. Po roce 1960 se Losone stále více rozvíjelo jako obytná obec. V letech 1940-1980 zaznamenalo Losone nejsilnější nárůst počtu obyvatel ze všech obcí v oblasti Sopraceneri. V roce 1976 bylo slavnostně otevřeno nové školní středisko a v roce 1982 domov důchodců.
Vyšší nábřeží podél řek Maggia a Melezza se stala nezbytnou po povodni ze 7. srpna 1978, která zaplavila část Losone a průmyslovou oblast Zandone, vyžádala si pět obětí a způsobila značné škody. Jen strojírenská továrna Agie utrpěla škody v celkové výši 70 milionů švýcarských franků.
Po letech příprav byl v roce 1998 losonským patriciátem za podpory místní samosprávy oficiálně založen a v roce 1999 slavnostně otevřen zalesněný přírodní park Parco del bosco di Maia nad obcí Losone. Zahrnuje skalní útvary, jako je Barbescio, zalesněné kopce, přírodní rybníky, tzv. bolle, a 8 kilometrů turistických stezek.

## Obyvatelstvo

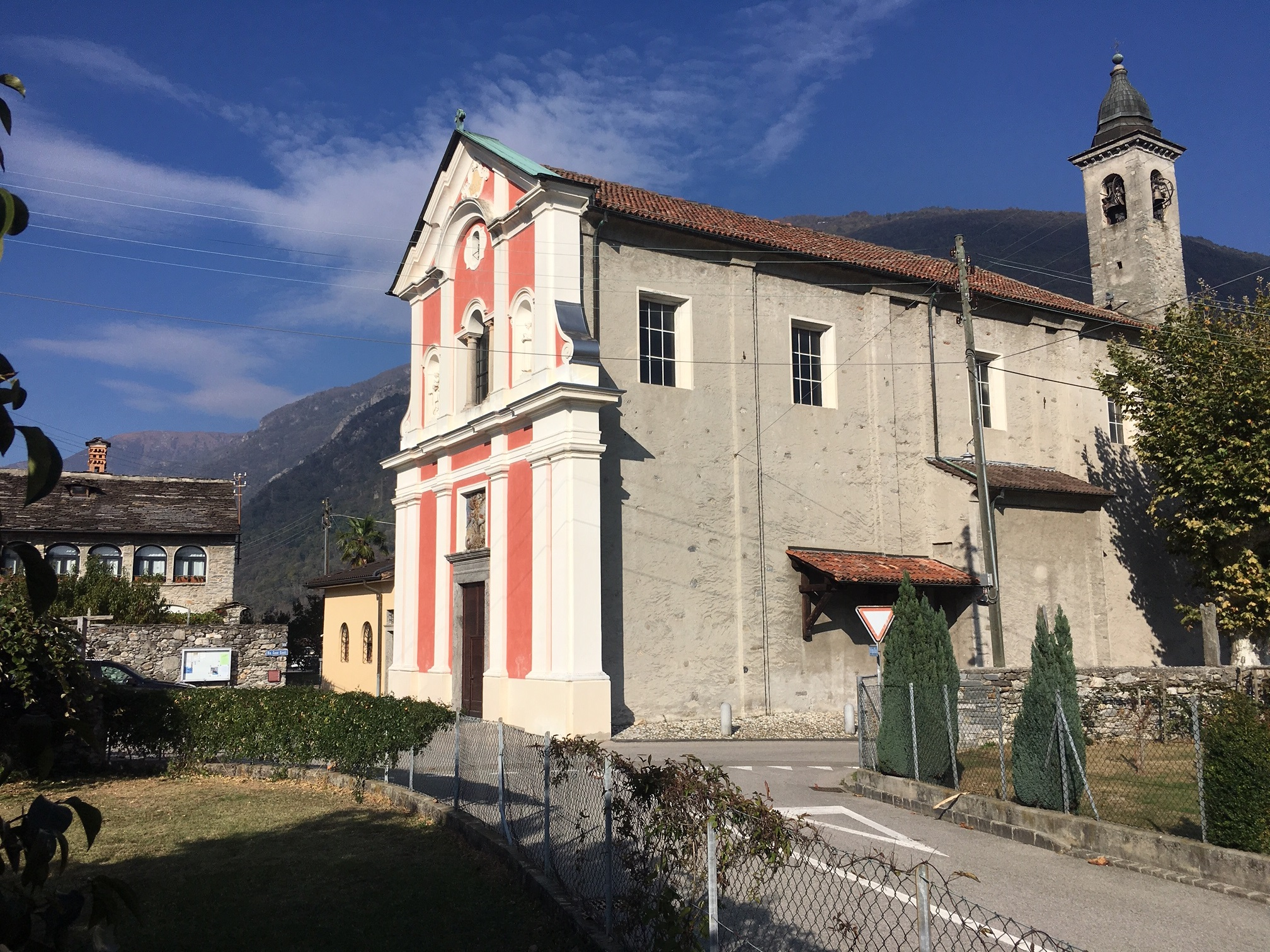
Římskokatolický kostel

| Rok            | 1850 | 1900 | 1950 | 1970 | 1980 | 1990 | 2000 | 2010 | 2017 | 2020 |
| Počet obyvatel | 642  | 698  | 1437 | 3808 | 4911 | 5286 | 5907 | 6612 | 6622 | 6647 |

## Hospodářství a doprava

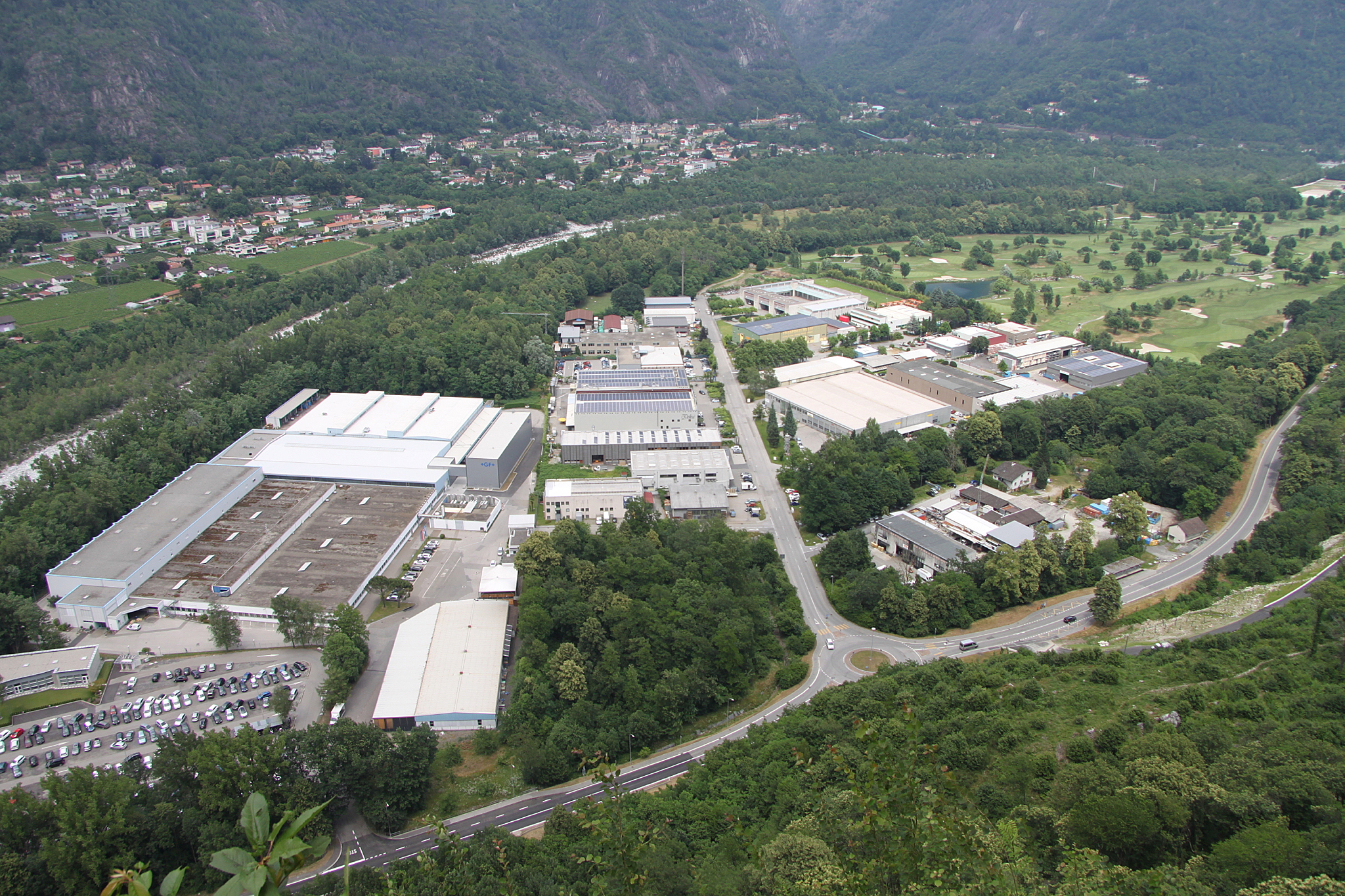
Průmyslová zóna Zandone

Díky své rovinaté a centrální poloze je Losone domovem vinic, řady řemeslných podniků a podniků služeb a několika průmyslových podniků, z nichž většina se nachází ve čtvrtích Al Ponte a Zandone.
V roce 2015 byla v Saleggi otevřena podzemní teplárna s názvem Energia rinnovabile Losone (ERL), která má výkon 6 MW a zásobuje dálkovým teplem mnoho velkých budov v okolí, přičemž se topí převážně místním dřevem. Byla vybudována tříkilometrová podzemní síť kruhových potrubí, v nichž cirkuluje voda o teplotě 80 stupňů.
Losone je obsluhováno třemi autobusovými linkami provozovanými společností Ferrovie autolinee regionali ticinesi (FART). Linky spojují Losone s okresním městem Locarnem a dalšími okolními obcemi, jako je Ascona a Ronco sopra Ascona. Postbusová linka číslo 324 jezdí přes Losone, Golino a Intragna a obsluhuje celé údolí Onsernone.

## Turismus
Losone je oblíbeným rekreačním střediskem s apartmánovými komplexy, četnými hotely, restauracemi a kempem. V roce 1999 bylo v Centovalli na Melezze naproti Terre di Pedemonte vybudováno golfové hřiště. V létě láká ke koupání také břeh řeky Maggia u Meriggia, v ticinském dialektu zvaném Merisch.
Podle stavebních a bytových statistik činil v roce 2014 podíl druhých domů, tedy převážně rekreačních nemovitostí, 23,5 %, což znamená, že výstavba dalších druhých domů již není podle švýcarské legislativy povolena.